# Bundesstraße 257
Pour les articles homonymes, voir Route 257.
La Bundesstraße 257 est une Bundesstraße des Länder de Rhénanie-du-Nord-Westphalie et de Rhénanie-Palatinat.

## Géographie
La Bundesstrasse 257 traverse la vallée de l'Ahr puis l'Eifel volcanique. La route finit à Echternacherbrück, au niveau de la Sûre qui forme la frontière entre l'Allemagne et le Luxembourg.

## Histoire
Le B 257 conduit à l'origine de Bonn par Meckenheim dans la vallée de l'Ahr ; la section jusqu'à la jonction de Meckenheim est remplacée par l'A 565. Le B 257 est classé sur ce tronçon en L 261, L 163 (tous deux en Rhénanie du Nord-Westphalie) et L 81 (en Rhénanie-Palatinat) et déclassé à Bonn. Un projet de prolongation de l'A 565 vers Altenahr est rejetée. Pour Altenahr, cependant, un contournement est construit, il longe la pente au-dessus du village. Trois tunnels sont construits. Le dernier tunnel, le tunnel de Lingenberg, n'est réalisé que plus tard dans une deuxième phase de construction de 2006 à 2008.
Dans la région de Hönningen, un contournement est construit sur le tracé de l'ancienne ligne d'Ahrbrück à Adenau.
Pendant l'occupation du Luxembourg et de la France pendant la Seconde Guerre mondiale, le précurseur de la B 257, la Reichsstrasse 257, continue à travers Echternach, Luxembourg et Esch-sur-Alzette jusqu'à Aumetz en France.
À Wolsfeld, connue pour sa course de côte, les habitants réclament un contournement en raison de la circulation dense. Il fait partie des besoins urgents du plan fédéral d'infrastructure de transport et mis en œuvre dans le cadre du programme de 2 milliards d'euros pour l'amélioration de l'infrastructure de transport au cours des années 2005-2008. Le contournement ouvre à la circulation le 13 décembre 2008 par le ministre des Transports de Rhénanie-Palatinat Hendrik Hering et Karl Diller, le secrétaire d'État parlementaire du ministère fédéral des Finances.

## Source
- (de) Cet article est partiellement ou en totalité issu de l’article de Wikipédia en allemand intitulé « Bundesstraße 257 » (voir la liste des auteurs).

1. ↑  (de) « Die Bundes- und Reichsstraßen in Deutschland - Nr. 166 bis 327 » [archive du 18 février 2009], sur home.arcor.de (consulté le 16 juillet 2025)